# انتخابات الرئاسة الكولومبية 1914
انتخابات الرئاسة الكولومبية 1914 هي انتخابات رئاسية جرت في 1914، في كولومبيا، لانتخاب رئيس كولومبيا.
فاز بالانتخابات خوسيه فيسنتي كونشا.